# Dozo

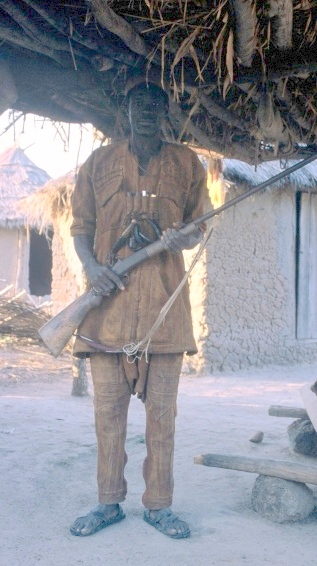
Um caçador tradicional (neste caso, um bambara no Mali), vestindo o traje de caça marrom e os amuletos de gris-gris usados ao redor do pescoço.

Dozo (também Donzo) são caçadores tradicionais encontrados na África Ocidental, especialmente no norte da Costa do Marfim, sudeste do Mali e Burkina Faso, e membros de uma fraternidade contendo caçadores iniciados e filhos de dozos, chamados Donzo Ton. Não constituem um grupo étnico especifico. As crenças tradicionais em habilidades mágicas são difundidas entre os dozos.
As sociedades dozo aumentaram nas últimas décadas do século XX e os grupos Dozo ganharam proeminência política durante a Guerra Civil de 2002 a 2007 e na Guerra Civil de 2011 na Costa do Marfim, quando combateram ao lado dos rebeldes e foram acusados de numerosos massacres.

Durante a Guerra Civil do Mali, o governo maliano foi acusado de armar grupos dozos, que supostamente realizaram uma série de assassinatos de populações nômades fulas. Os fulas denunciam que são alvos de violência em nome da luta contra os jiadistas pelos grupos dozos.

Dozo en Cote d'IvoireDozo en Cote d'Ivoire
Donzo au MaliDonzo au Mali
Donzo en GuinéeDonzo en Guinée